# Parque nacional de las Cascadas del Norte

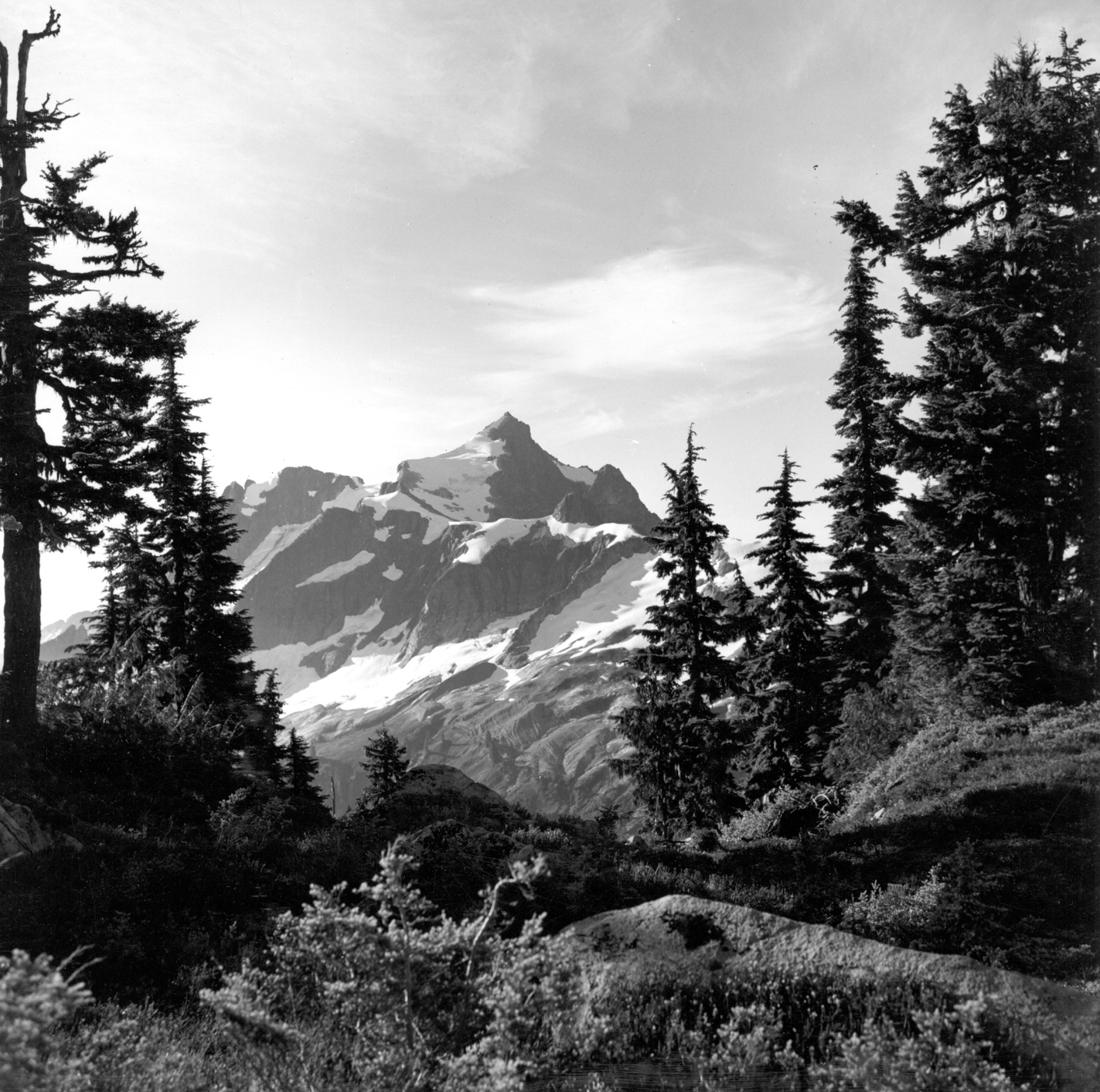
Monte Despair, parque nacional de las Cascadas del Norte, 1967.

El parque nacional de las Cascadas del Norte (en inglés North Cascades National Park) es un parque nacional de EE. UU. situado en el estado de Washington. 
El complejo del parque ocupa 2772 km² de la cordillera de las Cascadas en cuatro unidades separadas aunque adjuntas: Unidad del Norte del parque nacional de las Cascadas del Norte, Unidad del Sur del parque nacional de las Cascadas del Norte, el lago Ross y el lago Chelan que son administradas conjuntamente desde el parque. Varias áreas nacionales de tierras vírgenes y las zonas verdes de la Columbia Británica también se adjuntan al parque nacional. El parque tiene picos montañosos accidentados. Aproximadamente el 93% del parque fue designado como zona virgen en el Washington Wilderness Act de 1988, que también nombró aparte otras zonas vírgenes en el parque nacional de Mount Rainier y el parque nacional Olympic.